# Голодирсен
Голодирсен — лекарственный препарат для лечения мышечной дистрофии Дюшенна. Одобрен для применения: США (2019).

## Механизм действия
Голодирсен, как касимерсен, вилтоларсен и этеплирсен, представляет собой фосфородиамидатный антисмысловой морфолиновый олигонуклеотид.

## Показания
Мышечная дистрофия Дюшенна.

## Способ применения
внутривенная инфузия в течение 1 ч.